# Mathieu Antolini
Mathieu Antolini (Lille, 13 juli 1980) is een voormalig Frans voetballer die als aanvaller speelde.
Antolini speelde drie jaar in de jeugd en het tweede van Lille OSC voor hij in  2001 bij BV De Graafschap kwam. Daar vertrok hij na een paar maanden vanwege heimwee. In februari 2002 sloot Antolini aan bij RFC Tournai. In de zomer van 2002 keerde hij op proef terug bij De Graafschap maar kreeg geen contract. In het seizoen 2003/04 speelde hij voor AGOVV. Een zware blessure zette hem lang buitenspel en na weer bij zijn jeugdclub gespeeld te hebben, keerde hij in België terug in het profvoetbal. Eind 2010 kreeg Antolini wederom een zware blessure waardoor hij moest stoppen. Hij werd trainer bij Iris Club uit Ferrière-la-Grande. In 2017 werd hij trainer van AS Douzies waarmee hij in 2018 naar de Régionale 3 promoveerde.